# Souviens-toi de ton nom
Pour plus de détails, voir Fiche technique et Distribution.
Souviens-toi de ton nom (Zapamiętaj imię swoje) est un film polono-soviétique  réalisé par Sergueï Kolossov, sorti en 1974. Ce film est inspiré de faits réels.

## Synopsis
Le jour de l'invasion par le IIIe Reich de l'Union soviétique, Zina Vorobiova, vivant en Biélorussie, donne naissance à son fils Guena. Quelque temps plus tard, la mère et le fils sont déportés à Auschwitz où, après une quarantaine, ils sont installés dans les baraquements différents, mais Zina, dans la mesure du possible, visite toujours Guena et le nourrit. Vers la fin de la guerre, à cause de l'offensive soviétique, Zina est embarquée dans la marche de la mort. Lorsque son convoi quitte le camp, elle voit que les fenêtres du baraquement des enfants sont murées – les enfants sont de toute évidence voués à la mort. 
Zina survit et, après la guerre, retourne chez elle où elle apprend que son mari a péri dans les premiers jours de l'occupation. Le choc psychologique de cette nouvelle est si brutal que Zina en perd la vue. Après une période de réhabilitation très éprouvante, elle s'installe à Léningrad, où elle commence à travailler dans le service de qualité d'une usine, mais elle garde l'espoir de retrouver Guena, persuadée qu'il est vivant. Elle envoie constamment des demandes de renseignements en Pologne au musée d'Auschwitz, lorsqu'elle apprend que cette organisation aide activement à rechercher les enfants disparus des anciens prisonniers du camp. Un jour, elle voit à la télévision un reportage sur la libération des prisonniers d'Auschwitz par l'Armée rouge, et reconnaît dans la foule des enfants libérés son fils Guena.
En parallèle, on voit que Guena est vraiment vivant. Après la guerre, lui et d'autres enfants non réclamés se retrouvent dans un refuge de fortune, où une ancienne prisonnière d'Auschwitz, Halina Truszczyńska, une Polonaise, le prend sous son aile. Guena à ce moment-là ne parle plus russe, mais seulement le polonais et l'allemand, et croit qu'il est français. Après un certain temps, Halina Truszczyńska adopte Guena, il s'appelle désormais Eugeniusz Truszczyński. Les années passent, Eugeniusz devient capitaine de la marine. Un jour, avec sa petite amie, il se rend au musée d'Auschwitz pour une excursion et subit un choc lorsque, tout en regardant le même film d'actualité que Zina avait vu, il se voit dans le cadre. Il va trouver le directeur du musée dans son bureau et ce dernier, après avoir appris son numéro, l'informe de la demande de Zina. Eugeniusz se rend à Léningrad et retrouve sa mère, mais après un certain temps il repart, car c'est en Pologne qu'il mène désormais sa propre vie.

## Fiche technique
- Titre : Souviens-toi de ton nom
- Titre original : Zapamiętaj imię swoje
- Réalisation : Sergueï Kolossov
- Scénario : Sergueï Kolossov, Janusz Krasiński, Ernest Bryll
- Photographie : Bogusław Lambach
- Compositeur : Andrzej Korzyński
- Direction artistique : Mikhaïl Kartachov
- Son : Vladimir Kratchkovski
- Montage : Galina Sprina
- Costumes : Izabella Konarzewska, Edita Priede
- Maquillage : Natalia Baldina, Irena Czerwinska
- Pays d'origine : URSS
- Studio : Mosfilm, Studio Filmowe Iluzjon
- Format : 35 mm - Mono - Couleur
- Langue : polonais, allemand, russe
- Genre : film historique, drame
- Durée : 97 minutes
- Date de sortie :  
  - Pologne : 5 novembre 1974
  - Union soviétique : 10 mars 1975

## Distribution
- Lioudmila Kassatkina : Zinaïda Vorobiova
- Ryszarda Hanin : Halina Turczynska
- Lioudmila Ivanova : Nadejda
- Tadeusz Borowski : Eugeniusz Turczynski
- Lilia Davidovitch  : Maria
- Vladimir Ivachov : major avec accordéon
- Leon Niemczyk : le capitaine Piotrowski
- Pavel Vinnik : un garde soviétique
- Elena Volskaïa : la nourrice
- Danuta Stoliarskaïa : Natalia
- Lioubov Sokolova : facteur
- Valentina Teleguina : l'infirmière de l'hôpital
- Vera Titova : collègue de Zinaïda
- Viktor Choulguine : Piotr Fiodorovitch
- Elena Tchoukhraï : Oksana
- Stanisław Jaśkiewicz : le directeur du musée d'Auschwitz
- Maciej Góraj : Andrzej
- Anna Jaraczówna : une prisonnière